# Shibui
Shibui est un adjectif utilisé en japonais pour désigner une sensation ou une attitude esthétique. Le nom propre correspondant est shibumi.
Shibui (渋い) (adjectif), ou shibumi (渋み) (substantif) se réfèrent en japonais à la sensation subjective produite par la beauté simple, subtile, et discrète. À l'instar d'autres termes du vocabulaire affecté au domaine esthétique (comme iki [idéal esthétique] et wabi-sabi ), shibui peut s'appliquer à un vaste éventail de sensations, et non exclusivement à l'art ou à la mode.

## Histoire du terme et du concept
Apparu à l'origine lors de la période Muromachi (1333-1568) sous la forme shibushi, le mot fut d'abord utilisé pour désigner un goût acide ou astringent, comme celui du kaki encore vert. De nos jours, shibui a gardé cette acception, et est l'antonyme de amai (甘い), qui signifie « doux ».

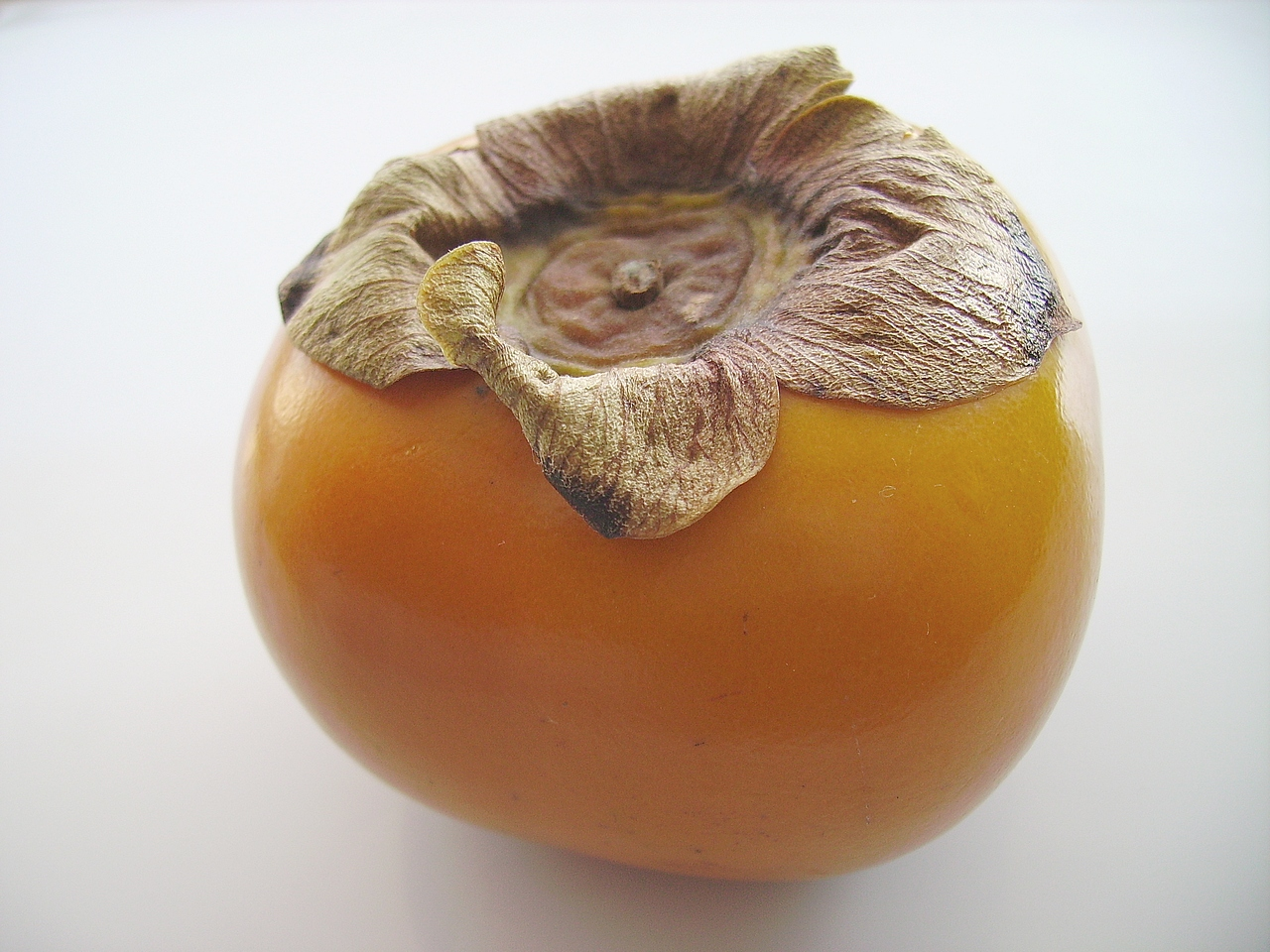
Kaki presque à maturité (photo de Garitzko).

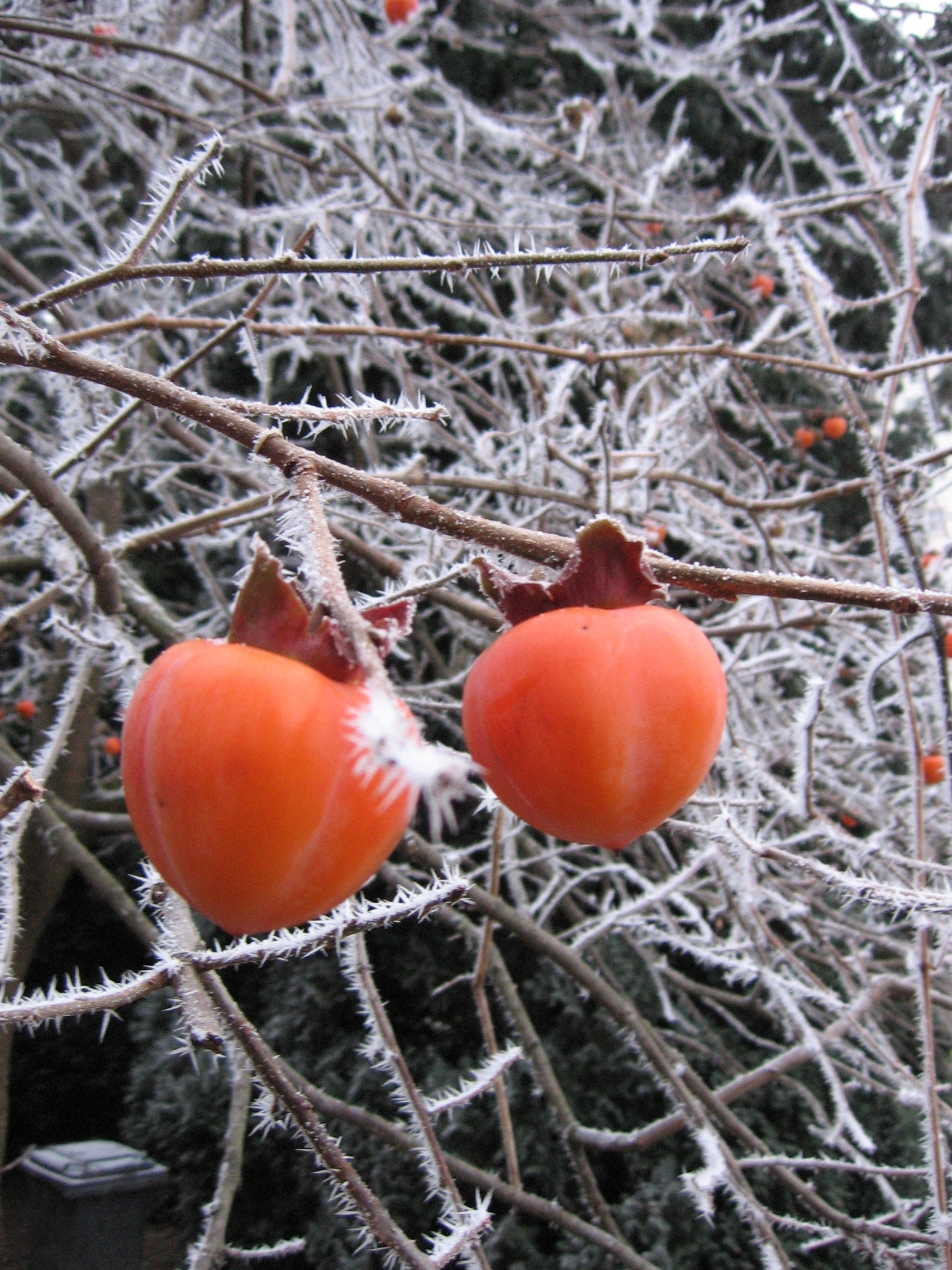
Les kakis se mangent blets, ils sont alors beaucoup moins astringents.

Cependant, au début de la période Edo (1603-1867), le mot shibui commença à faire référence à une sensation esthétique agréable. On l'utilisa alors dans des domaines aussi variés que le chant, la mode ou l'artisanat d'art, pour désigner une œuvre d'une beauté particulièrement sobre, discrète et efficace.
De grands chanteurs, des acteurs renommés, des maîtres céramistes et des artistes de diverses spécialités furent ainsi qualifiés de shibui, surtout s'ils avaient le sens de la mesure et évitaient de produire des œuvres clinquantes.
De nos jours, le terme shibui est devenu en langage courant l'équivalent de « cool », et peut ainsi désigner  un joueur de baseball qui ne cherche pas à s'illustrer aux dépens de son équipe.

## Apparition du concept en Occident
Le concept de shibui apparut en Occident en 1960, le magazine américain House Beautiful en fit la base de deux parutions.

## Dans les arts
L'écrivain James A. Michener, dans son livre Iberia fait référence au mot shibui : « Il existe en japonais un mot intraduisible, qui résume tout ce qu'il y a de meilleur dans la vie pour un Japonais, c'est le mot shibui, dont la traduction la plus approchante est : “délicieusement acide”. »
L'écrivain Trevanian a intitulé Shibumi un de ses livres. Son héros est une sorte de samouraï moderne qui, alors qu'il pense pouvoir enfin atteindre un état euphorique d'effacement et de détachement du monde, va avoir à reprendre les armes contre une organisation secrète hégémoniste. 